# ティキ・ゲラナ
ティキ・ゲラナ（Erba Tiki Gelana、1987年10月22日 - ）はエチオピアの陸上競技選手、専門は長距離走・マラソン。ロンドンオリンピック・女子マラソン金メダリスト。ロンドンオリンピックで2時間23分07秒のオリンピック新記録を樹立した。2011年のアムステルダムマラソンと2012年のロッテルダムマラソンの優勝者でもある。

## 経歴
エチオピア中部のオロミア州アルシ県ベコジ村出身、ベコジ村は標高2800mの高地にある。ティキが本人の名前で、ゲラナは父親の名前である。従兄弟に2000年シドニーオリンピック男子マラソン金メダリストのゲザハン・アベラがいる。他の同村出身者にデラルツ・ツル、ケネニサ・ベケレ、ティルネシュ・ディババらがいる。
ティキは2004年のグレートエチオピアンランで4位に入った。2006年にはスペインのロードレースに数回出場して勝利も飾っている。2007年に来日して同年6月から12月までデンソーに所属、12月の山陽女子ロードレースは同年の女子10kmエチオピアランキング3位となる31分54秒の記録で優勝した。
2008年5月、ワールド10Kバンガロールで4位に入った。6月にヨーロッパの陸上サーキット大会へ出場し、ベルリンのISTAF・5000mで15分17秒74、オストラヴァのゴールデンスパイク・10000mで31分27秒80の自己ベストを記録した。11月のデリーハーフマラソンでは1時間10分22秒を記録して6位に入った。
2009年2月のラアス・アル＝ハイマハーフマラソンはデリーよりも2分以上記録を落として、16位に終わっている。同年9月に行われたバージニアビーチのロックンロールハーフマラソンは、2秒差の2位に入った。同年10月、ティキはダブリンマラソンに出場してマラソンデビューを飾り、2時間33分49秒の記録で3位に入った。2010年に出場したロザンゼルスマラソンとダブリンマラソンは共に4位だった。
2011年10月、ティキはアムステルダムマラソンに出場、30km以降に抜け出して独走し2時間22分08秒の大会新記録で優勝を飾った。従来の大会記録はゲテ・ワミが2002年に記録した2時間22分19秒だった。2012年2月、ティキは香川丸亀国際ハーフマラソンに出場、自己ベストを更新する1時間08分48秒の記録で優勝を飾った。4月のロッテルダムマラソンは2位との差を5分近く開ける独走で優勝を飾った。世界歴代4位（当時）となる2時間18分58秒を記録し、エチオピア新記録を樹立した。
2012年8月5日、ロンドンオリンピック・女子マラソンはスタート前から雨が降りだし、時折雨脚が強まる中レースが行われた。ティキはレース中に転倒して肘を負傷するアクシデントもあったが、41km付近でスパートすると2時間23分07秒のオリンピック新記録で優勝した。従来のオリンピック記録は高橋尚子がシドニーで記録した2時間23分14秒だった。同年9月に出場したグレートノースランはティルネシュ・ディババ、エドナ・キプラガトに次ぐ3位となり、1時間07分48秒を記録した。
2013年、2月の香川丸亀国際ハーフマラソンで2年連続優勝を飾った。4月に出場したロンドンマラソンは15㎞付近の給水で男子車いす選手の追突を受けて転倒、完走したが16位となっている。8月にモスクワで開かれた世界選手権では、ロンドンオリンピックに次ぐ世界大会優勝を目指してエントリーし、優勝候補筆頭に挙げられていたが、37℃に達する猛暑の為、途中棄権した。

## 自己記録
| 種目           | 記録          | 場所         | 年月日         |
| -------------- | ------------- | ------------ | -------------- |
| 5000m          | 15分17秒74    | ベルリン     | 2008年6月1日   |
| 10000m         | 31分27秒80    | オストラヴァ | 2008年6月12日  |
| 10kmロード     | 31分54秒      | 岡山         | 2007年12月23日 |
| ハーフマラソン | 1時間08分48秒 | 丸亀         | 2012年2月5日   |
| マラソン       | 2時間18分58秒 | ロンドン     | 2012年1月27日  |

## 成績
| 年月    | 大会                         | 開催地           | 順位 | 種目           | 記録          | 備考                 |
| ------- | ---------------------------- | ---------------- | ---- | -------------- | ------------- | -------------------- |
| 2009.09 | ロックンロールハーフマラソン | バージニアビーチ | 2位  | ハーフマラソン | 1時間13分45秒 |                      |
| 2009.10 | ダブリンマラソン             | ダブリン         | 3位  | マラソン       | 2時間33分49秒 |                      |
| 2010.03 | ロサンゼルスマラソン         | ロサンゼルス     | 4位  | マラソン       | 2時間28分28秒 |                      |
| 2010.10 | ダブリンマラソン             | ダブリン         | 4位  | マラソン       | 2時間29分53秒 |                      |
| 2011.10 | アムステルダムマラソン       | アムステルダム   | 優勝 | マラソン       | 2時間22分08秒 | 大会新               |
| 2012.02 | 香川丸亀国際ハーフマラソン   | 丸亀             | 優勝 | ハーフマラソン | 1時間08分48秒 |                      |
| 2012.04 | ロッテルダムマラソン         | ロッテルダム     | 優勝 | マラソン       | 2時間18分58秒 | 大会新, エチオピア新 |
| 2012.08 | オリンピック                 | ロンドン         | 優勝 | マラソン       | 2時間23分07秒 | 五輪新               |
| 2012.09 | グレートノースラン           | ニューカッスル   | 3位  | ハーフマラソン | 1時間07分48秒 |                      |
| 2013.02 | 香川丸亀国際ハーフマラソン   | 丸亀             | 優勝 | ハーフマラソン | 1時間08分53秒 |                      |
| 2013.04 | ロンドンマラソン             | ロンドン         | 16位 | マラソン       | 2時間36分55秒 |                      |
| 2013.08 | 世界選手権                   | モスクワ         | DNF  | マラソン       |               | 途中棄権             |
| 2014.04 | ロンドンマラソン             | ロンドン         | 9位  | マラソン       | 2時間26分58秒 |                      |
| 2014.11 | 横浜国際女子マラソン         | 横浜             | 6位  | マラソン       | 2時間29分13秒 |                      |
| 2015.02 | 東京マラソン                 | 東京             | 3位  | マラソン       | 2時間24分26秒 |                      |
| 2016.04 | ボストンマラソン             | ボストン         | 14位 | マラソン       | 2時間42分38秒 |                      |